# 三村秀子
三村 秀子（みむら ひでこ、1920年2月27日 - ）は、日本の女優。

## 略歴
東京府東京市日本橋区浪花町で生まれる。田島小学校卒業。松竹少女歌劇団入団し、久方 ひかりの芸名で活動した後、1939年9月に松竹大船撮影所入社。1945年に新東宝に移籍。

## 出演映画

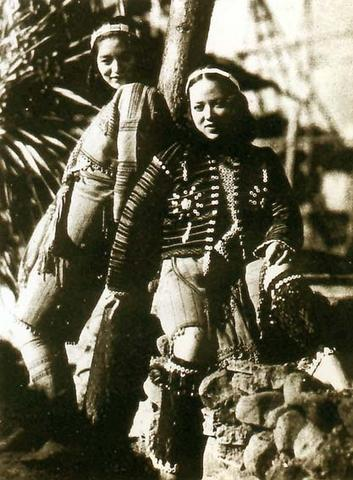
『サヨンの鐘』（1943年）。右は李香蘭（山口淑子）

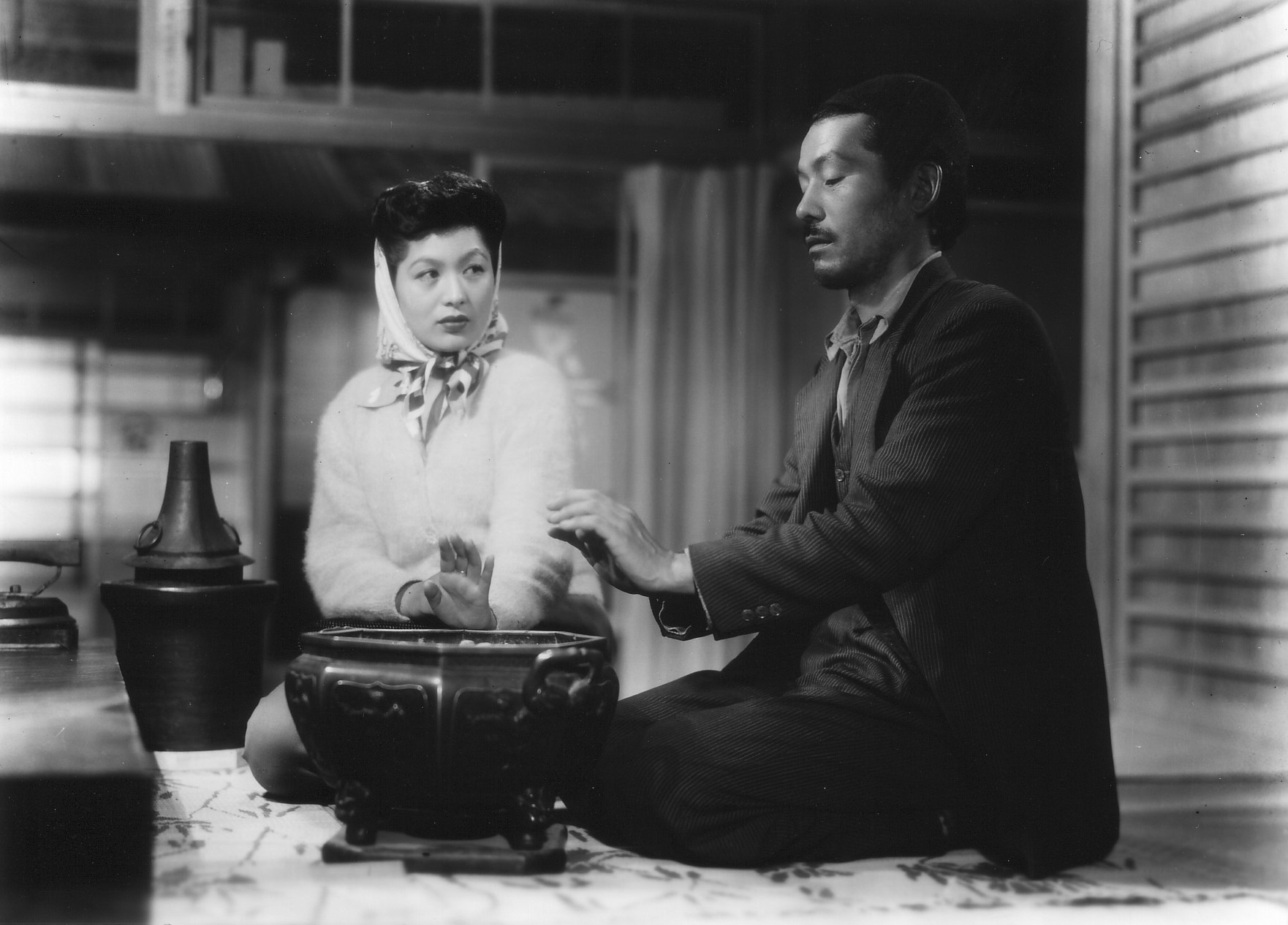
『長屋紳士録』（1947年）。右は笠智衆

以下の一覧は特に記載ない限り日本映画データベースに従った。
| 公開日         | 作品名                    | 監督             | 制作会社                           | 役柄                     |
| -------------- | ------------------------- | ---------------- | ---------------------------------- | ------------------------ |
| 1939年12月1日  | 『暖流 前篇 啓子の巻』    | 吉村公三郎       | 松竹大船                           | 看護婦                   |
| 1939年12月1日  | 『暖流 後篇 ぎんの巻』    | 吉村公三郎       | 松竹大船                           | 看護婦                   |
| 1940年4月9日   | 『信子』                  | 清水宏           | 松竹大船                           | 伊東フジ子               |
| 1940年4月17日  | 『征戦愛馬譜 暁に祈る』   | 佐々木康         | 松竹大船                           | 妹順子                   |
| 1940年6月13日  | 『都会の奔流』            | 佐々木啓祐       | 松竹大船                           | 弘美の友達郁子           |
| 1940年8月1日   | 『木石』                  | 五所平之助       | 松竹大船                           | 平野                     |
| 1940年10月6日  | 『節約夫人』              | 宗本英男         | 松竹大船                           |                          |
| 1940年10月24日 | 『隣組のをばさん』        | 宗本英男         | 松竹大船                           | 不明                     |
| 1941年6月22日  | 『まごゝろの歌』          | 蛭川伊勢夫       | 松竹大船                           | 女学生                   |
| 1941年8月26日  | 『簪』                    | 清水宏           | 松竹大船                           | 奥さん：広安の妻         |
| 1942年7月16日  | 『兄妹会議』              | 清水宏           | 松竹大船                           | 娘・ふく                 |
| 1942年10月29日 | 『或る女』                | 渋谷実           | 松竹大船                           | お松                     |
| 1942年11月12日 | 『愛国の花』              | 佐々木啓祐       | 松竹大船                           | 静江                     |
| 1943年1月8日   | 『湖畔の別れ』            | 中村登           | 不明                               | 女学生一                 |
| 1943年7月1日   | 『サヨンの鐘』            | 清水宏           | 松竹下加茂 台湾総督府 満洲映画協会 | ナミナ                   |
| 1946年4月11日  | 『お笑い週間 花婿騒動記』 | 田中忠夫（演出） | 松竹大船                           | 峰子                     |
| 1946年5月24日  | 『はたちの青春』          | 佐々木康（演出） | 松竹大船                           | お滋                     |
| 1946年10月15日 | 『お光の縁談』            | 池田忠雄         | 不明                               | 不明                     |
| 1947年5月20日  | 『長屋紳士録』            | 小津安二郎       | 松竹大船                           | ゆき子                   |
| 1947年6月10日  | 『消えた死体』            | 瑞穂春海         | 松竹大船                           | 葉子                     |
| 1947年7月15日  | 『恥かしい頃』            | 野村浩将         | 不明                               | 茂子                     |
| 1947年12月2日  | 『恋する妻』              | 萩原遼（演出）   | 新東宝映画                         | 妻真喜子                 |
| 1948年4月2日   | 『花ひらく』              | 市川崑（演出）   | 新東宝映画                         | 大庭米子                 |
| 1948年7月6日   | 『わが街は緑なり』        | 井内久           | 不明                               | きみえ                   |
| 1948年9月2日   | 『三百六十五夜 東京篇』   | 市川崑           | 新東宝                             | 乾マユミ                 |
| 1948年9月28日  | 『三百六十五夜 大阪篇』   | --               | 新東宝                             | 乾マユミ                 |
| 1948年12月16日 | 『虹を抱く処女』          | 佐伯清           | 新東宝                             |                          |
| 1949年6月28日  | 『グッドバイ』            | 島耕二           | 新東宝                             | 水原ケイ子（カフェ女給） |
| 1949年8月16日  | 『銀座カンカン娘』        | 島耕二           | 新東宝                             | 女優・山田               |
| 未公開         | 『希望の女』              | 千葉泰樹         | 未公開                             | かおる                   |